# Хоббітон
Хоббітон (англ. Hobbiton) — село в Новій Зеландії, штучно створене спеціально для зйомок трилогії «Володар Перснів» і «Хоббіт» за однойменними творами Дж. Р. Толкіна. Це невелике поселення — місце проживання вигаданого письменником народу.
Хоббітон розташований на сімейній фермі приблизно за 8 км на захід від Хінуери та за 10 км на північний захід від Матамати, що у Ваїкато. Наразі, це найвідвідуваніше туристами місце Нової Зеландії, де охочі можуть забронювати екскурсію та відчути себе героями улюбленого фільму завдяки неймовірній кількості реквізитів і декорацій.

## Будівництво
Режисер не захотів йти традиційним для Голлівуду шляхом, який мав на увазі установку простих фанерно-картонних декорацій і подальшу промальовування за допомоги комп'ютерної графіки. Було вирішено розпочати повноцінне будівництво поселення хоббітів.

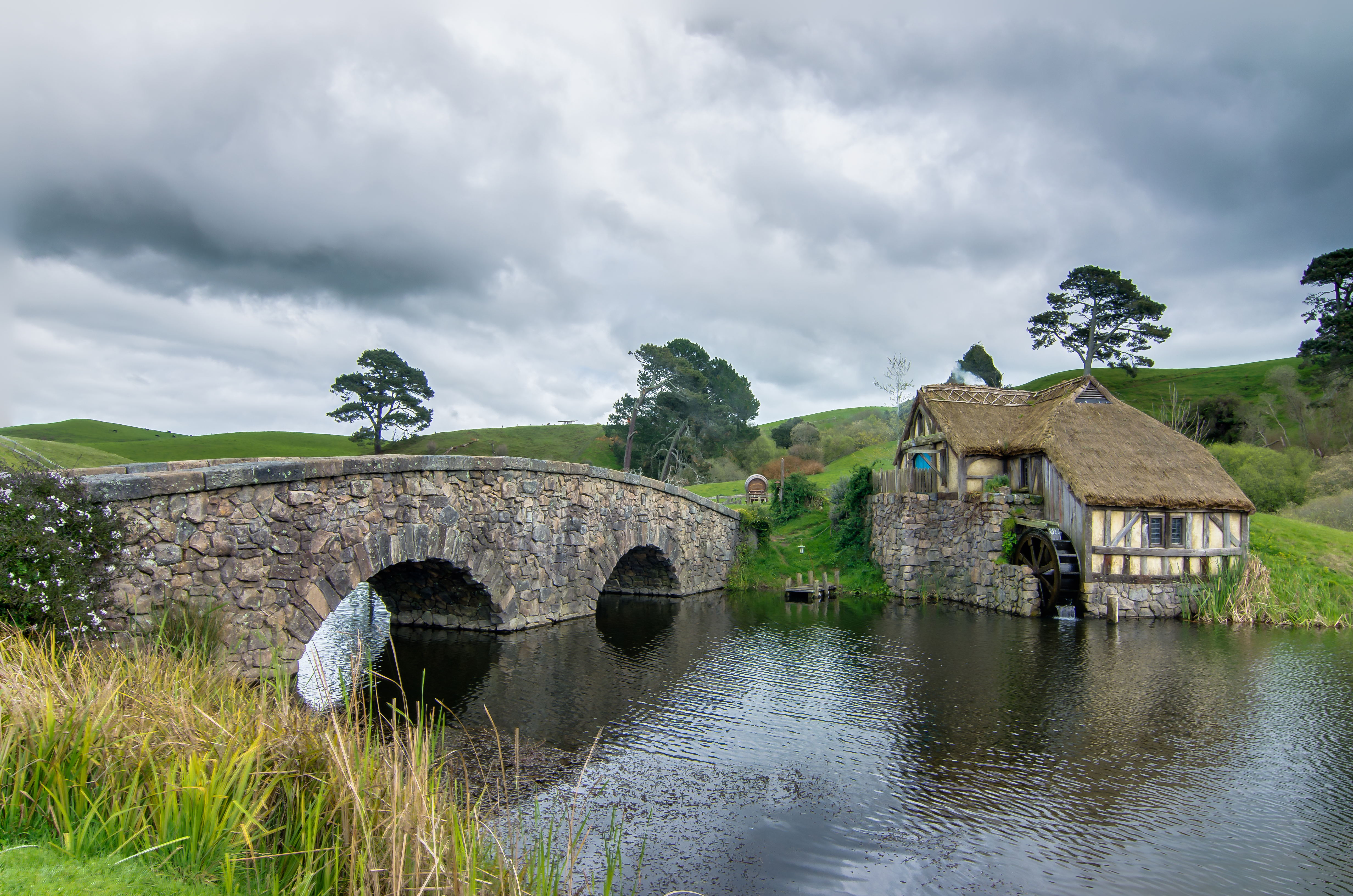
Млин та арковий міст у Хоббітоні

Активну участь у проєкті Хоббітона брала новозеландська армія. Військові спроектували і побудували дорогу в 1,5 кілометра, красивий кам'яний міст, застосували спеціалізовану землерийну техніку, щоб створити заготовки для круглих хоббітових нір, зробити пейзаж ще більш рельєфним. Всього спорудили 37 будиночків-землянок, які були художньо оздоблені елементами з пластика і дерева.
Навколишня територія була перетворена ландшафтними дизайнерами: висаджені живі барбарисові огорожі, облаштовані маленькі городи і сади, встановлені мініатюрні паркани. Щоб штучно зістарити дерев'яні та кам'яні деталі, використовувалася маса з лишайника, розведена в живильному розчині. Її наносили на необхідні поверхні. Завдяки особливостям складу, лишайник виростав у лічені місяці.

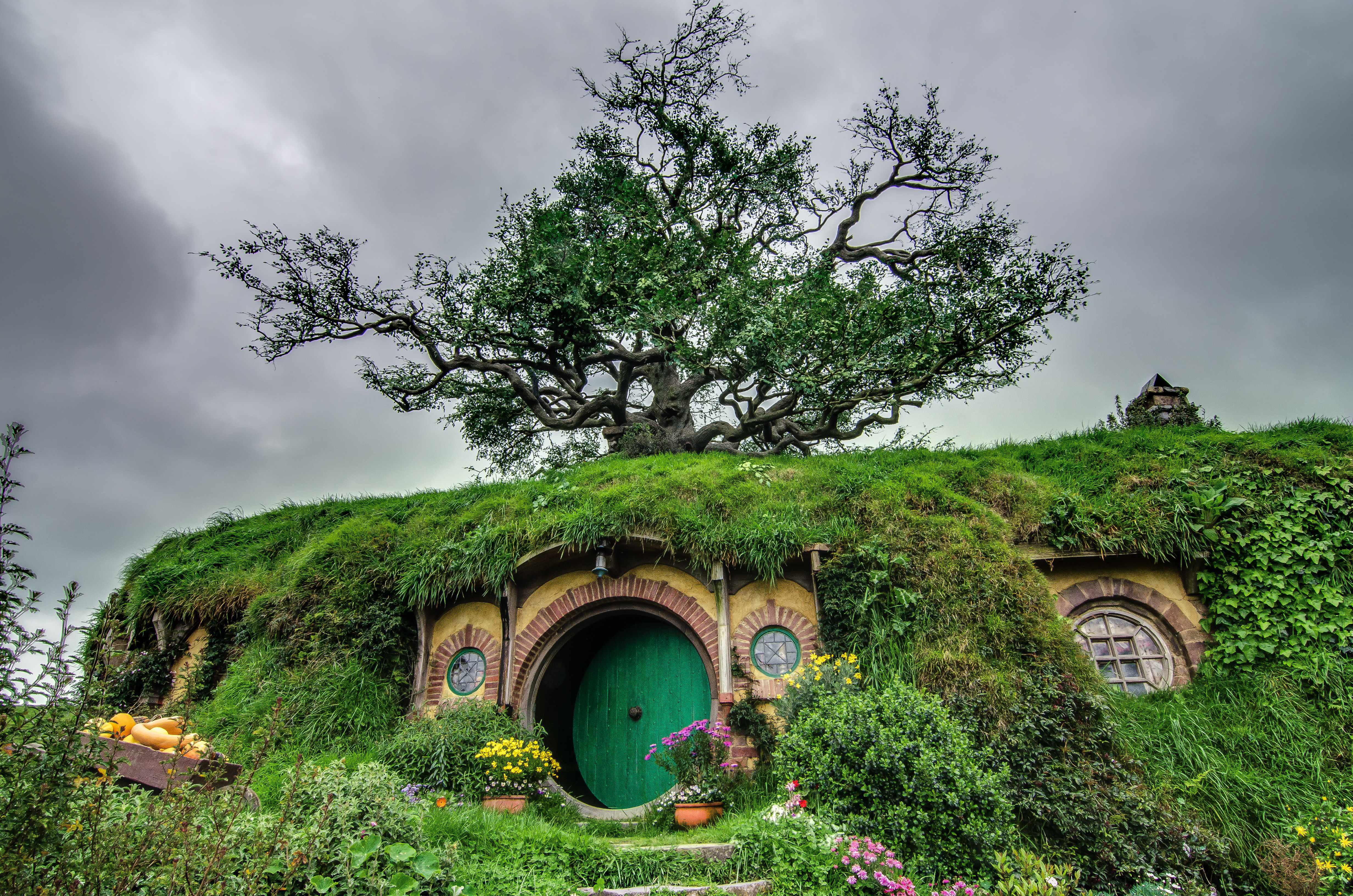
Будинок Більбо, а пізніше і Фродо Торбинсаа в містечку Хоббітон

Згідно з оригіналом твору, нора Більбо Беггінса перебувала під старим розлогим дубом, однак на тутешніх пагорбах не було великої рослинності. Щоб достовірно відтворити картину, в довколишніх лісах вибрали підходяще дерево. Розпиляна на шматки та доставили в Хоббітон, встановили і зібрали, а листя замінили на штучне. Однак, довго така декорація не протримався і була замінена синтетичним деревом з оптоволокна, яке красується на цьому місці і сьогодні. Всього на створення цього маленького сільського раю був витрачений майже рік напруженої роботи і величезний бюджет.
Джексон писав: «Я знав, що Хоббітону потрібно бути теплим і затишним місцем, а також те, що він повинен виглядати живим. Дозволяючи бур'янам рости крізь тріщини і створюючи живоплоти і маленькі сади, за рік до зйомок ми отримали неймовірно реальне місце, а не просто знімальний майданчик». Лі прокоментував: «було приємно бачити, що Джексон придбав щось схоже на де́вонширську сільську місцевість, в якій я жив останні двадцять п'ять років».

## Трилогія «Хоббіт»

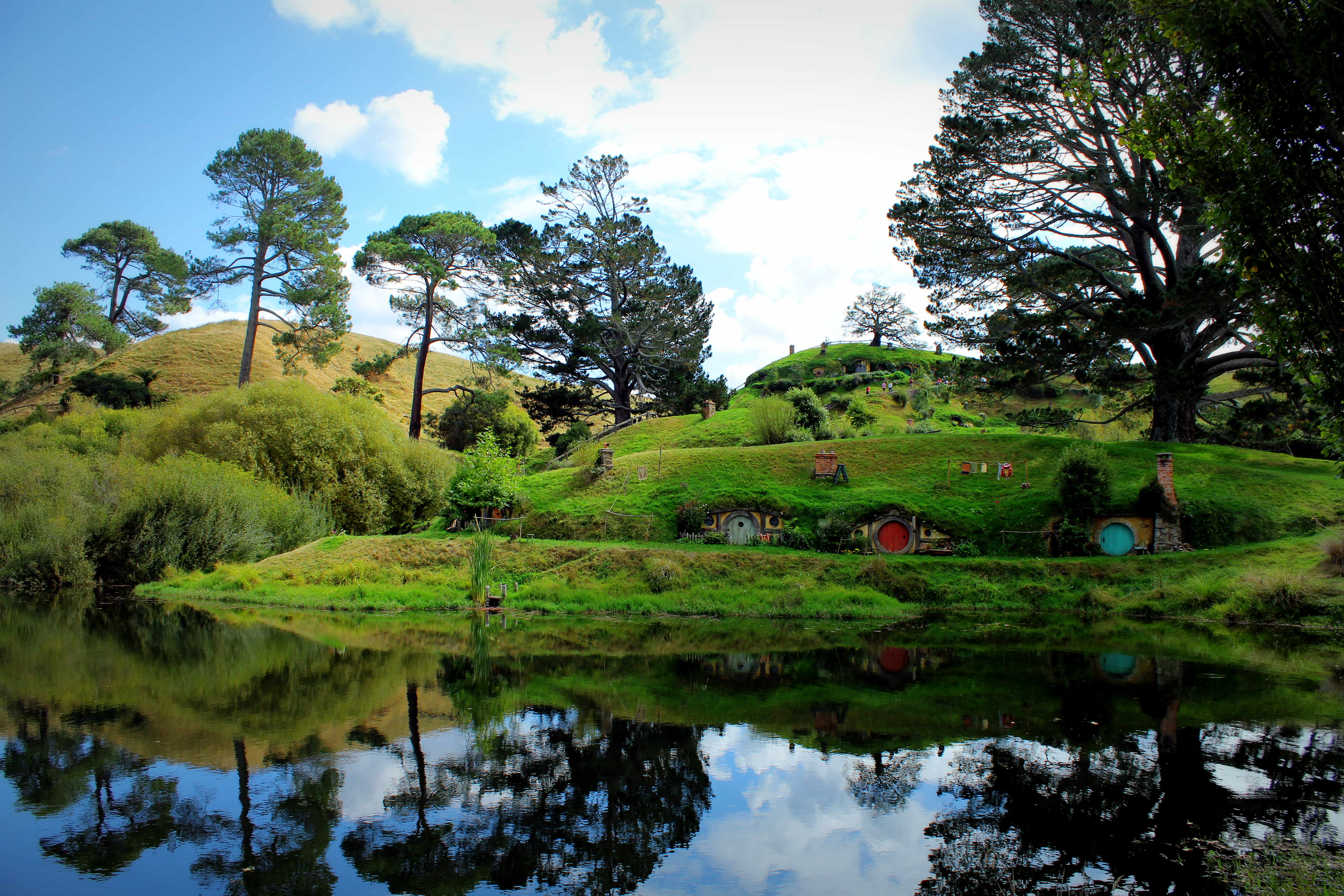
Будиночки хоббітів

Спочатку Хоббітон не був побудований до кінця, фасади з отворами для хоббітів були зконструйовані з необробленої деревини та полістиролу, які частково зняли після зйомок трилогії. У 2010 році знімальний майданчик був перебудований з метою більш постійного використання і послужив однією з головних локацій «Хоббіт: Несподівана подорож», зйомки якого розпочалися в 2011 році. Ієн Маккеллен повторив свою роль Гендальфа, і до нього приєднався Мартін Фріман, який зазначив, що «Хоббітон виглядає, ніби повноцінне містечко, де живуть та працюють люди».

## Екскурсії
Вже після виходу перших фільмів з кадрами, знятими тут, в Хоббітонні почалося паломництво шанувальників Толкіна. Але територія була фактично занедбана, а фермери були незадоволені натовпами туристів. Після останньої відбудови села, був створений повноцінний туристичний маршрут, доступний для відвідування всіма бажаючими. Двогодинна екскурсія є надзвичайно популярна серед туристів. Її вартість становить 75 новозеландських доларів. В додачу, є можливість придбати напої, їжу та сувеніри за бажанням.

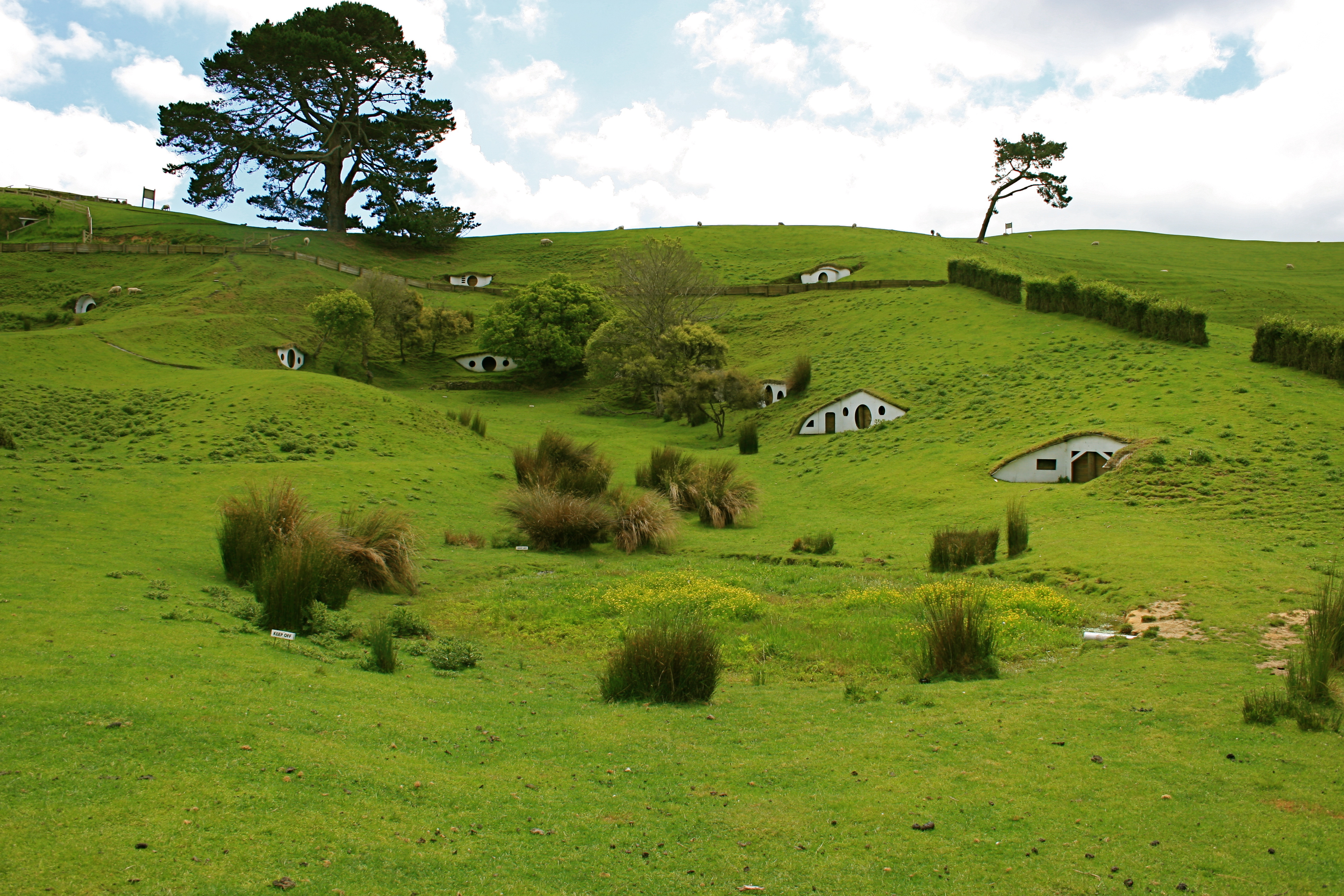
Вид на частину Хоббітона

Побувати в Хоббітонні можна з 9.00 до 17.00 і тільки в складі організованого індивідуального або групового туру з довколишнього міста Матамата або Окленда. Тому, щоб потрапити на екскурсію часто доводиться робити бронювання заздалегідь. Основні пам'ятки туру включають Bagshot Row, Party Party та будинок Bilbo's Bag End. Зараз на огляді 44 будиночки, хоча увійти можна лише у деякі з них. Отвори для хоббітів були спроектовані та побудовані в трьох різних масштабах. Перший був створений спеціально для хоббітів (адже вони менші за людей), наступний, будувався у більших масштабах, щоб актори хоббітів здавалися меншими, а є й такі, що спроектовані у «карликовому» масштабі для сцен, що містять гномів. Цікавий факт: колір вхідних дверей вказує на масштаб, наприклад, будиночки із синіми дверима побудовані з масштабом для людей.

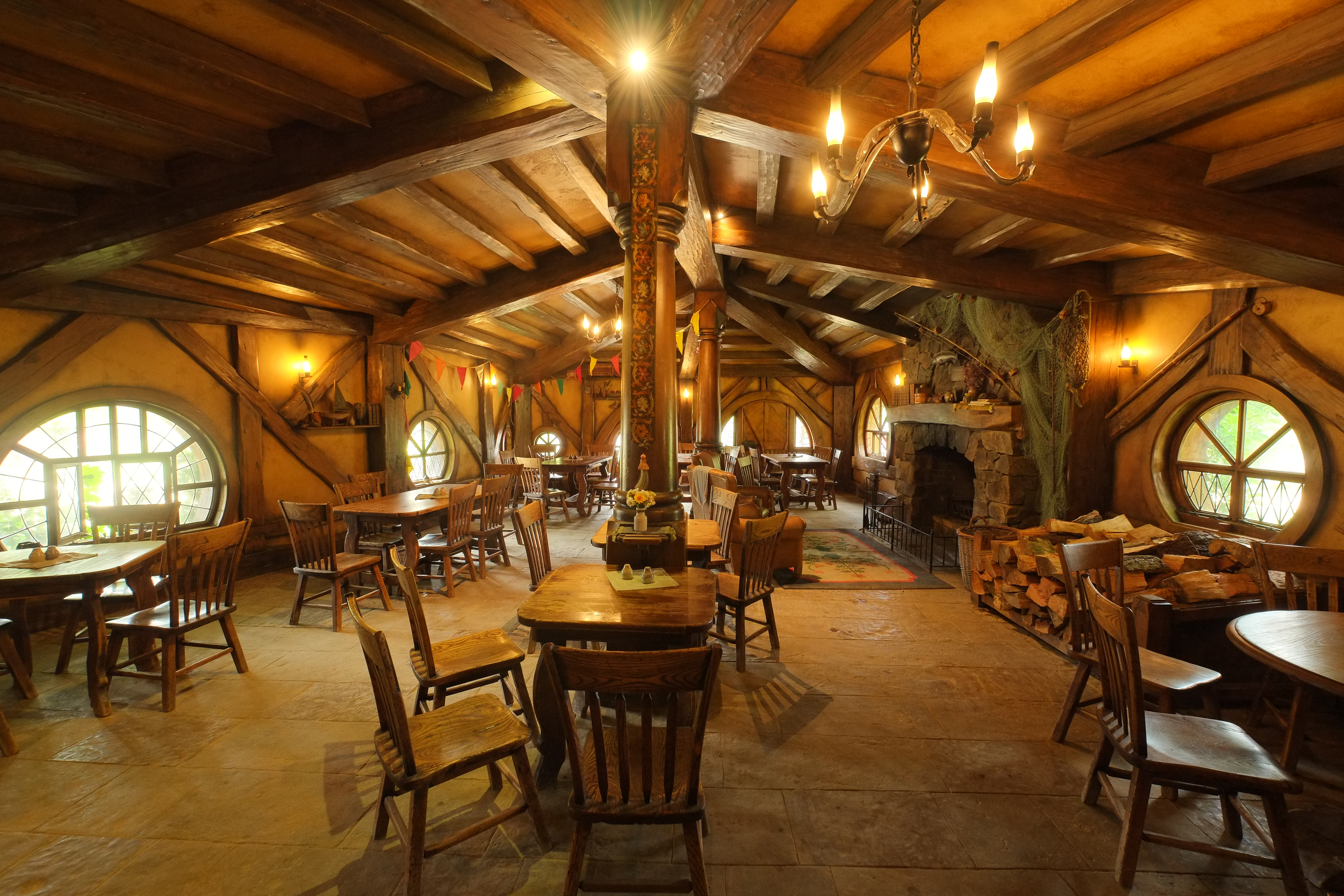
Інтер'єр корчми «Зелений дракон»

Напої можна замовити в «The Shires Rest Cafe» до або після екскурсій. У 2012 році на знімальних майданчиках було відкрито корчму «Зелений дракон» (копія Зеленого дракона, яка фігурувала в трилогії «Володар перснів» та «Хоббіт»). Одразу поряд із кафе є магазин, де продають різного роду товари та сувеніри. Екскурсії, як правило, отримали хороші відгуки і залишають безліч унікальних емоцій. У 2013 році Хоббітон прийняв свого 500 000-го гостя.